# 夜野みるら
夜野 みるら（やの みるら、1月29日生）は、日本のイラストレーター、漫画家。兵庫県神戸市出身、広島県在住。主に男性向けアダルトゲーム（美少女ゲーム）の原画、キャラクターデザインを担当する。以前は月代透（つきしろとおる）という名だった。「LOVE CUBE.」（ラブキューブ）という名の同人サークルを主宰している。

## 担当作品

### アダルトゲーム
同人作品
- ふぁんたじぃぞぉん（Casino、2006年8月25日、原画）
- 田舎でシよう!2 博多編 ボクと妹たちの花嫁修業（CLIC CLAC、2008年8月17日、原画）
- 田舎でシよう! 北海道編 ボクと妹たちの夢日記（CLIC CLAC、2009年8月15日、原画）

商業作品
- のぞきみユーレイ!!（Studio Ebisu、2003年10月17日、原画、「月代透」名義）
- ぷちアイドル ちじょくのファン感謝デー（BLACK LiLiTH、2003年12月26日、原画）
- ツンな彼女 デレな彼女（PeasSoft、2009年4月24日、キャラクターデザイン）
- ねこ☆こい! 〜猫神さまとネコミミのたたり〜（Whirlpool、2010年4月30日発売、SD原画）

### ライトノベル
- 死神とチョコレート・パフェ（花凰神也著、富士見ファンタジア文庫）
- ストップ☆まりかちゃん!（菅沼誠也著、電撃文庫）
- 僕と天使の通信簿っ☆（佐山操作、『もえ☆スタ』連載）
- 君の声、僕の物語（日野イズム作、ガンガンONLINE短編小説カーニバル第1位）
- 僕が美少女をつくる理由（日野イズム作、ガンガンノベルズ、ガンガンONLINE連載）

### 漫画
- おもかじいっぱい!（まんがタイムきららMAX連載）
- おおかみかくし 〜深緋の章〜（コナミデジタルエンタテインメント原作、『月刊コミック電撃大王』連載）
- Rewrite オカ研へようこそ!（Key原作、 『まんが4コマぱれっと』連載）

### イラスト
- 「四季（冬）」（ガンガンONLINE2009年2月5日）